# Мёллехой
Мёллехой (дат. Møllehøj) — наивысшая природная точка Дании высотой 170,86 м.
На вершине находится жёрнов оставшийся от ветряной мельницы Айер (дат. Ejer), которая располагалась на холме с 1838 по 1917 год.
Новые измерения, выполненные в феврале 2005 года, показали, что Мёллехой выше чем Идинг-Сковхой (дат. Yding Skovhøj) (высота которого составляет 172,66 м включая курган бронзового века и 170,77 м без кургана) расположенный в коммуне Хорсенс (дат. Horsens) и Айер-Бавнехой (дат. Ejer Bavnehøj), которые ранее считались выше. Однако эти две природные вершины оказались на 9 и 51 см ниже, чем Мёллехой. Мёллехой официально признан наивысшей вершиной Дании в 2005 году.